# Groupe M6
Pour les articles homonymes, voir M6 (homonymie).
Le groupe M6 initialement Métropole Télévision, est un groupe privé de médias français constitué autour de la chaîne de télévision nationale et commerciale M6, lancée le 1er mars 1987. Développant principalement ses activités dans l'audiovisuel et la communication, il comprend la plateforme vidéo M6+, les quatre chaînes de télévision commerciales en clair M6, W9, 6ter et Gulli, les huit chaines payantes Paris Première, Téva, M6 Music, Tiji, Canal J, RFM TV, MCM et MCM Top ainsi que les trois stations radios nationales RTL, RTL2 et Fun Radio. Le groupe est également présent dans le cinéma avec la société de production et de distribution SND.
Le groupe se diversifie aussi dans l'édition, la production de musique et de spectacles, la vente à distance ainsi que le sport entre 1999 et 2018, avec le Football Club des Girondins de Bordeaux. Le groupe M6 tire toutefois près de 80 % de son chiffre d'affaires de la télévision et de la publicité, représentant son cœur d'activité.
Le principal actionnaire du groupe à hauteur de 48,26 % est RTL Group, filiale du géant allemand Bertelsmann, contrôlé par la famille Mohn. Le groupe CMA Média, filiale de l'armateur CMA CGM, détient quant à lui 10,25 % du capital. Le siège de M6 se trouve en France, à Neuilly-sur-Seine dans la région parisienne.

## Histoire du groupe

### La difficile création de M6 (1985-1987)
Dans les années 1980, la Compagnie luxembourgeoise de télédiffusion — déjà présente en France avec la radio RTL et plus partiellement avec la chaîne Télé Luxembourg/RTL Télévision — cherche à implanter une nouvelle chaîne de télévision dans le paysage audiovisuel français. Elle prévoit d'émettre cette chaîne sur son futur satellite de télécommunications, LuxSat, mais l'État français veut également lancer son propre satellite, TDF 1. La CLT renonce donc à son projet de satellite en échange de la promesse de deux canaux sur TDF 1. Le 31 juillet 1985, le secrétaire d'État à la Communication Georges Fillioud annonce la création de deux nouveaux réseaux hertziens dont l'exploitation sera confiée à deux chaînes privées, l'une généraliste et l'autre musicale. La CLT abandonne ses prétentions sur le satellite et prépare la chaîne « RTL 5 » pour le cinquième réseau, mais c'est La Cinq de Jérôme Seydoux et Silvio Berlusconi qui est choisie. Elle se rabat précipitamment sur le sixième réseau avec « RTL 6 » mais c'est TV6 menée par le tandem Publicis-NRJ qui est retenue.
À la suite des élections législatives de mars 1986, la droite revient au pouvoir et Jacques Chirac devient Premier ministre. Dès l'été, il annule les concessions accordées à La Cinq et TV6. La CLT cherche de nouveau à obtenir le cinquième réseau, mais c'est peine perdue, car il a déjà été promis à Robert Hersant associé aux anciens propriétaires de La Cinq pour relancer la chaîne. Pendant ce temps, la Lyonnaise des eaux cherche également à lancer une chaîne de télévision et met sur pied le projet Métropole Télévision avec sa maison mère la Compagnie financière de Suez, le groupe MK2 et plusieurs éditeurs de presse. La Lyonnaise se met ensuite à la recherche d'un groupe audiovisuel pouvant lui apporter son expérience. Après les échecs successifs d'accords avec Vidéotron, NRJ et Publicis, elle se résout à s'associer à la Compagnie luxembourgeoise de télédiffusion pour décrocher le sixième réseau. Un accord est passé lors d'un dîner au Bristol le 25 janvier 1987.
Le 23 février 1987, la Commission nationale de la communication et des libertés (CNCL) retient le projet Métropole Télévision pour le sixième réseau grâce à l'intervention de Jacques Chirac entre les deux votes. Les membres de la CNCL ne voulant pas du nom « RTL 6 », jugé trop proche de RTL, la chaîne est rebaptisée M6, pour Métropole 6, après seulement une nuit de réflexion. De plus, la chaîne étant musicale, elle doit consacrer 30 % de son antenne à la musique. Jean Drucker en devient le PDG et Nicolas de Tavernost et Jean Stock les directeurs adjoints. Le siège social est installé au cours Albert-Ier, dans le 8e arrondissement de Paris, alors que le studio est situé au 22 rue Bayard, siège de RTL, au même titre que les émetteurs. M6 est officiellement lancée le 1er mars 1987 à 11 h 15. Elle jouera systématiquement la contre-programmation face aux grandes chaînes TF1 et Antenne 2, ce qui s'avèrera payant en termes d'audiences — surtout après la disparition de La Cinq en 1992 — et lui donnera dans les années 1990 le surnom de « la petite chaîne qui monte »,,.

### Une politique de diversification (1988-2004)
En 1990, M6 crée deux sociétés de production audiovisuelle : Métropole Production pour la télévision et M6 Films pour le cinéma. En octobre 1992, le groupe diversifie son activité en créant M6 Interactions, qui commercialise les produits dérivés de la chaîne. Après sa première année bénéficiaire en 1992, M6 lance sur le câble le 8 mars 1993 sa première chaîne thématique payante, Série Club, consacrée aux séries télévisées. En février 1994, le groupe prend une participation d'environ 10 % dans le capital de Fun Radio et crée M6 Droits audiovisuels qui commercialise les productions de la chaîne.
M6 fait son entrée sur le Second Marché de la Bourse de Paris le 28 septembre 1994. Sa capitalisation boursière de 3,4 milliards de francs est alors détenue à 36,64 % par la Lyonnaise des eaux, à 35,23 % par la Compagnie luxembourgeoise de télédiffusion, à 10 % par le public et le reste est partagé entre des sociétés financières (Paribas, Union des assurances de Paris, Groupe Bruxelles Lambert, Crédit agricole, Suez) et des éditeurs de presse (Groupe Amaury, Sud Ouest, Ouest-France).
En octobre 1995, le groupe lance M6 Ciné Vidéo, une revue de cinéma comprenant un film. En janvier 1996, il prend une participation de 10 % dans la chaîne payante Paris Première, majoritairement détenue par la Lyonnaise des eaux. En septembre, il devient l'actionnaire majoritaire de la société de vente à distance Home Shopping Service, réalisatrice des émissions de télé-achat de M6 et Paris Première. Le 6 octobre 1996, les groupes M6, Hachette Filipacchi et Marie Claire lancent sur le câble Téva, une chaîne thématique destinée aux femmes,. Le 16 décembre 1996, le bouquet satellite TPS est lancé pour concurrencer Canalsatellite de Canal+. Le groupe M6 en est l'un des quatre actionnaires à parité avec le groupe TF1, France Télévisions et la Lyonnaise des eaux. Cette même année, le site web m6.fr est lancé et une nouvelle société de production de télévision dénommée C. Productions est créée. Le 22 février 1997, le groupe lance avec Fun Radio — dont il est actionnaire à 12,6 % — la chaîne musicale Fun TV sur le bouquet TPS,.
En 1997, le groupe M6 rassemble ses activités dispersées dans Paris dans son nouveau siège situé au 89 avenue Charles-de-Gaulle à Neuilly-sur-Seine. Le bâtiment, acquis en janvier 1995 pour une rénovation complète, comprend 11 000 m2 de bureaux, de régies et de studios d'enregistrement répartis sur dix étages et six sous-sols,. Deux chaînes thématiques sont lancées sur le bouquet TPS : M6 Music le 5 mars 1998 et Club Téléachat (future M6 Boutique) le 19 mai. Après l'échec de sa contre-programmation « 0 % football » lors de la Coupe du monde de football de 1998, M6 décide changer de stratégie. S'inspirant du rachat du PSG par Canal+ en 1991, le groupe acquiert les Girondins de Bordeaux en avril 1999 pour un montant de 12 millions d'euros avec une participation de son actionnaire la CLT-UFA dans un premier temps. Cette même année, la société de production de télévision Studio 89 Productions est créée.
En 2000, les groupes TF1 et M6 rapprochent leurs projets concurrents de chaînes TFX et M6 Famille pour lancer sur le câble et le satellite la chaîne familiale TF6 le 18 décembre 2000. Ils détiennent à parité une société commune gérant TF6 ainsi que Série Club, jusqu'alors détenue seulement par M6. Cette même année, le groupe M6 lance son propre fournisseur d'accès à Internet sous le nom M6net. En juillet 2001, il rachète le distributeur de films SND (Société nouvelle de distribution) à son actionnaire RTL Group. En mai 2003, il crée la société d'animation M6 Studio. En janvier 2004, le groupe M6 rachète la totalité de la chaîne payante Paris Première dont elle était actionnaire minoritaire depuis 1996. En février de la même année, Suez réduit sa participation dans le groupe M6 à seulement 5 % avant de solder totalement sa participation en juillet 2006, faisant de RTL Group l'actionnaire principal. En janvier 2004, le groupe met fin à ses activités de fournisseur d'accès à internet en fermant M6net.

### Développement sur la TNT et la toile (depuis 2005)
Au lancement de la télévision numérique terrestre (TNT) en France le 31 mars 2005, la chaîne W9 (miroir de M6) fait ses débuts sur le neuvième canal. C'était pourtant la chaîne musicale M6 Music qui avait été choisie en octobre 2002 par le Conseil supérieur de l'audiovisuel (CSA) pour l'occuper. Cependant, M6 est parvenue entre-temps à décrocher un avenant du CSA lui permettant de réorienter la programmation de cette chaîne musicale en une mini-généraliste à tendance musicale, changement s'accompagnant d'un renommage,,. Dans le même temps, deux chaînes musicales dérivées sont créées sur le bouquet TPS en janvier 2005 : M6 Music Black et M6 Music Rock. En juin, les groupes M6 et Orange lancent M6 Mobile, un opérateur de réseau mobile virtuel sous accord de licence de marque. En novembre, M6 rachète le site web marchand Mistergooddeal par l'intermédiaire de sa filiale Home Shopping Service. Cette même année, le groupe fait l'acquisition du catalogue de films de la Société nouvelle de cinématographie (SNC).
En janvier 2007, les bouquets satellites CanalSat (Groupe Canal+ et Lagardère) et TPS (Groupes TF1 et M6) fusionnent. Le nouvel ensemble est détenu par une nouvelle société dénommée Canal+ France dont le capital est réparti entre les groupes Canal+ (65 %), Lagardère (20 %), TF1 (9,9 %) et M6 (5,1 %). En avril de la même année, M6 prend une participation de 9,1 % dans la société de production et de distribution américaine Summit Entertainment. En mars 2008, le groupe lance son service de télévision de rattrapage M6 Replay (rebaptisé 6play en 2013). En avril, il achète via sa filiale M6 Web la société Cyréalis qui édite notamment les sites internet Clubic, Jeuxvideo.fr, Ozap et AchetezFacile.com. Le 14 août 2008 est lancée Girondins TV, une chaîne consacrée au Football Club des Girondins de Bordeaux, propriété de M6. Le 31 décembre 2008, la chaîne musicale Fun TV cesse d'émettre puis c'est au tour de M6 Music Rock de s'arrêter le 20 janvier 2009 pour être remplacée par M6 Music Club. En septembre 2009, M6 et MSN lancent une plateforme commune d'information multimédia intitulée M6&MSN Actualités.
En février 2010, M6 revend sa participation dans Canal+ France pour 384 millions d'euros. En septembre, Mistergooddeal, propriété de M6, achète la société d'impression Monalbumphoto.fr. Cette même année, le groupe crée la Fondation M6, une fondation d'entreprise pour soutenir les prisonniers. En avril 2011, il acquiert en totalité TCM Droits audiovisuels qui détient un catalogue de films de la Paramount Pictures. En janvier 2012, M6 revend sa participation dans Summit Entertainment lors de son rachat par Lionsgate. Durant l'été, le groupe crée la société de production GM6 qui lance en novembre la chaîne YouTube humoristique Golden Moustache. En novembre, M6 Web rachète la branche jeux vidéo de Bestofmedia Group composée des sites Tom's Games.fr et JeuxVideo-Flash.com. Le 12 décembre 2012, 6ter fait partie des six nouvelles chaînes en haute définition lancées sur la TNT. En octobre 2013, M6 acquiert les sites marchands d'optique Happyview et Malentille.com, qu'elle revend au groupe Alain Afflelou en octobre 2016.
En janvier 2014, M6 acquiert via sa filiale Home Shopping Service la société de distribution de produits du télé-achat Best of TV. En mars, le groupe M6 lance une autre chaîne YouTube pour les jeunes femmes intitulée Rose Carpet. En avril, M6 vend le site web marchand Mistergooddeal à Darty pour un montant de 2 millions d'euros. En septembre, M6 rachète Printic, une application mobile de tirage photo. Plusieurs chaînes thématiques cessent d'émettre : TF6 — détenue à parts égales par TF1 et M6 — le 31 décembre 2014 et les chaînes musicales M6 Music Black et M6 Music Club le 4 janvier 2015. Ce même mois, M6 rachète Oxygem, un éditeur de sites web tels que CuisineAZ.com, Passeportsanté.net et Radins.com. En mai 2016, Orange et M6 annoncent la fin de l'offre M6 Mobile by Orange d'ici le 30 juin 2019 au plus tard. En décembre, M6 prend une participation majoritaire dans iGraal, une société spécialisée dans le cash back. En janvier 2017, M6 crée Golden Network, un studio de production de vidéos pour des chaînes YouTube.
Le 1er octobre 2017, le groupe M6 fait son entrée dans le domaine de la radio en rachetant le groupe de radio RTL France (RTL, RTL2, Fun Radio) à RTL Group, également actionnaire principal du groupe M6. Ce nouveau groupe multimédia mettrait en place des synergies entre les radios et les télévisions, comme une régie publicitaire unique,,.
En novembre 2018, les Girondins de Bordeaux sont vendus à un fonds d’investissement américain.
Le 1er février 2019, le groupe M6 entre en négociation exclusive pour le rachat du pôle tv du groupe Lagardère Active (Gulli, Canal J, TiJi, MCM…), excepté Mezzo.
Le 24 mai 2019, le groupe Lagardère Active annonce la signature du contrat de cession de son pôle télévision au groupe M6, qui rassemble la chaîne gratuite Gulli et les chaînes payantes Canal J, TiJi, MCM, MCM Top et RFM TV, à l'exception de la chaîne Mezzo, pour 215 millions d'€.
La finalisation de l'achat du pôle tv du Groupe Lagardère Active se fait le 2 septembre 2019 et intègre le jour même la régie M6 Publicité.
En mars 2020, le Groupe M6 vend iGraal à Global Savings Group.
En octobre 2020, le Groupe M6 vend Home Shopping Service à la société Stars, déjà détentrice de l'émission Téléshopping,. En octobre 2023, elle vend les huit sites internet du pôle M6 Digital Services à Prisma Media,.
Le 6 mars 2024, le groupe M6 annonce le lancement de sa plateforme de streaming gratuit, M6+, pour le 15 mai 2024. M6+ remplacera la plateforme de télévision de rattrapage, 6play. Une version payante à 4,99 € par mois permettra de visionner les contenus sans publicité, d'accéder à des avant-premières et de télécharger les contenus.

### Rapprochement avec TF1 (2021)
En janvier 2021, le groupe Bertelsmann annonce vouloir céder les activités françaises de sa filiale RTL Group, actionnaire majoritaire du Groupe M6. Plusieurs groupes audiovisuels français sont approchés : Vivendi, Altice ou TF1.
Le 17 mai 2021, il est annoncé que le groupe Bouygues et sa filiale TF1 vont racheter à hauteur de 30 % le groupe M6, information confirmée par les groupes concernés à l'AFP dans la soirée. L'objectif affiché est de fusionner les deux groupes pour former un géant du domaine télévisuel français, avec à sa tête Nicolas de Tavernost. Cette fusion représenterait 75 % du marché publicitaire télévisuel et reste soumise à la validation de l'Autorité de la concurrence. Un accord de fusion entre les deux groupes est finalisé le 8 juillet 2021.
Le 16 septembre 2022, les deux groupes annoncent via un communiqué de presse l'abandon du projet de fusion face aux concessions demandées par l'Autorité de la concurrence.

### International
Le 23 octobre 2019, Le groupe M6 lance M6 International dans le bouquet Canal+ Afrique diffusée dans les pays sub-sahariens francophones.
La chaîne est éditée au Québec par Thema Canada et disponible depuis le 14 décembre 2020 aux abonnés de Bell Télé Fibe.

## Organisation

### Direction
Le groupe M6 est dirigé par un directoire, composé de quatre membres dont le président et un conseil de surveillance, composé de douze membres dont le président, depuis le 26 mai 2000. Auparavant, le groupe était dirigé par un président-directeur général assisté de directeurs généraux adjoints.
Présidents du conseil de surveillance
- Jean Drucker : 26 mai 2000 - 18 avril 2003[82] (Président-directeur général de mars 1987 à mai 2000[83])
- Albert Frère : 30 avril 2003 - 28 avril 2015[84]
- Guillaume de Posch :  28 avril 2015 - avril 2018[85]
- Elmar Heggen : depuis avril 2018[86]

Présidents du directoire
- Nicolas de Tavernost : 26 mai 2000[82] - 23 avril 2024
- David Larramendy : depuis le 23 avril 2024

Vice-présidents du directoire
- Christopher Baldelli : 8 octobre 2017 - 23 mai 2019[87]
- Régis Ravanas : 24 mai 2019 - 11 février 2023[88]

### Actionnaires
| RTL Group SA                          | 48,3 % |
| Compagnie Nationale à Portefeuille SA | 7,24 % |
| Norges Bank Investment Management     | 2,91 % |
| DNCA Finance SA                       | 1,82 % |
| The Vanguard Group, Inc.              | 1,36 % |
| Investec Asset Management Ltd.        | 1,15 % |
| Invesco Advisers, Inc.                | 0,93 % |
| Schroder Investment Management Ltd.   | 0,65 % |
| SEB Investment Management AB          | 0,65 % |
| ING Belgium SA/NV (Private Banking)   | 0,54 % |

Mise à jour au 1er septembre 2019.
À l'origine, le groupe M6 est principalement détenu par la Compagnie luxembourgeoise de télédiffusion (RTL Group), la Lyonnaise des eaux, l'Union des assurances de Paris, Paribas, Suez et diverses sociétés financières (Parfinance, Crédit agricole, Groupe Bruxelles Lambert) et éditeurs de presse (Sud Ouest, Groupe Amaury, Ouest-France). Après l'introduction en bourse en septembre 1994, la Compagnie luxembourgeoise de télédiffusion et la Lyonnaise des eaux augmentent leur participation tandis que les autres la réduisent et qu'une partie du capital devient flottant. En février 2004, Suez — qui a fusionné avec La Lyonnaise des eaux — réduit sa participation, puis, en juillet 2006, vend ses parts à la Compagnie nationale à portefeuille qui fait son entrée dans le capital du groupe.

### Données financières
En 2016, le groupe M6 a fait un chiffre d'affaires de 1,279 milliard d'euros, se décomposant en 856 millions pour les activités de télévision, 98 millions pour les activités de production et de distribution et 325 millions pour les autres activités. Le résultat net s'élève en 2017 à 152,8 millions d'euros.
|                    | 2000  | 2001  | 2002  | 2003    | 2004    | 2005    | 2006    | 2007    | 2008    | 2009    | 2010    | 2011    | 2012    | 2013    | 2014    | 2015    | 2016    |
| Chiffre d'affaires | 742,5 | 845,3 | 948,5 | 1 176,9 | 1 192,8 | 1 274,7 | 1 283,4 | 1 356,4 | 1 354,9 | 1 376,6 | 1 462,0 | 1 421,3 | 1 386,6 | 1 265,0 | 1 257,9 | 1 249,8 | 1 278,7 |
| Résultat net       | 103,5 | 116,2 | 110,8 | 130,1   | 138,2   | 156,3   | 409,1   | 168,6   | 138,4   | 139,1   | 157,0   | 149,7   | 140,2   | 112,1   | 123,2   | 114,9   | 152,8   |

### Siège
Le siège du groupe M6 est situé depuis 1997 au 89 avenue Charles-de-Gaulle à Neuilly-sur-Seine, au nord-ouest de Paris en région Île-de-France. Le bâtiment comprend 11 000 m2 de bureaux, de régies et de studios d'enregistrement répartis sur dix étages et six sous-sols,. Certaines filiales ont leur siège dans d'autres villes françaises comme Rungis, Boissy-l'Aillerie et Paris en Île-de-France, Lille et Nanteuil-le-Haudouin dans les Hauts-de-France, Caudebec-lès-Elbeuf en Normandie et Lyon en Auvergne-Rhône-Alpes.
À l'origine, le siège de M6 est installé au Cours Albert-Ier dans le 8e arrondissement de Paris. Mais les studios sont situés au 22 rue Bayard, siège de RTL, d'où part également le signal d'antenne. Le groupe va s'étendre aux bâtiments alentour au cours des années jusqu'à son déménagement en 1997 dans son siège actuel de Neuilly-sur-Seine.

## Identité graphique

Logos du groupe
Logo du Groupe M6 jusqu'au 13 août 2008.
Logo du Groupe M6 du 14 août 2008 au 30 janvier 2009.
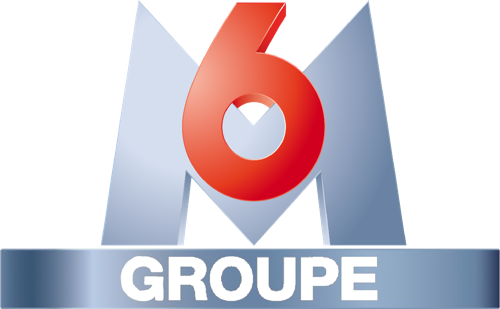
Logo du Groupe M6 du 31 janvier 2009 à 2023.
Logo du Groupe M6 depuis 2023.

## Activités du groupe
Le groupe M6 détient des chaînes de télévision généralistes et thématiques, gratuites et payantes. Dans son activité historique de l'audiovisuel, il compte des sociétés de production et de distribution pour le cinéma et la télévision et des régies publicitaires. Le groupe est très présent sur Internet avec plusieurs sites web d'information et de service, des plateformes vidéo et des sociétés du numérique. Il a également diversifié ses activités dans la vente à distance, l'édition musicale et littéraire, la production de spectacles et même le football et l'immobilier.

### Radio
Le groupe M6 est présent dans le domaine de la radio depuis 2017 avec le rachat du pôle radio RTL France.
| Logo | Radio                                                                                           | Date de création |
| ---- | ----------------------------------------------------------------------------------------------- | ---------------- |
|      | RTL Radio généraliste                                                                           | 15 mars 1933     |
|      | Fun Radio Radio musicale de genre dance Déclinaisons : Fun Radio Antilles et Fun Radio Belgique | 2 octobre 1985   |
|      | RTL2 Radio musicale de genre pop rock                                                           | 6 janvier 1992   |

### Télévision
| Logo | Chaîne | Date de création                                                            |
| ---- | --- | --------------------------------------------------------------------------- |
|      | M6 (HD) Chaîne généraliste (canal 6)                                                                         | 1er mars 1987                                                               |
|      | W9 (HD) Chaîne généraliste à tendances musicales (canal 9)                                                   | 31 mars 2005                                                                |
|      | Gulli (HD) Chaîne généraliste jeunesse (canal 12)                                                            | 18 novembre 2005 (acquis en 2019)                                           |
|      | 6ter (HD) Chaîne généraliste familiale (canal 22)                                                            | 12 décembre 2012                                                            |
|      | Paris Première (HD) Chaîne généraliste à tendance culturelle (TNT payante avec plages en clair, câble, etc.) | 15 décembre 1986 (acquis en 2004)                                           |
|      | Téva (HD) Chaîne généraliste payante visant un public féminin et familial                                    | cocrée le 6 octobre 1996 (acquis totalement en 2007)                        |
|      | Canal J (HD) Chaîne jeunesse payante                                                                         | 23 décembre 1985 (acquis en 2019)                                           |
|      | TiJi (HD) Chaîne jeunesse payante                                                                            | 15 décembre 2000 (acquis en 2019)                                           |
|      | MCM (HD) Chaîne générationnelle payante destinée aux jeunes adultes                                          | 1er juillet 1989 (acquis en 2019)                                           |
|      | M6 Music (HD) Chaîne musicale payante                                                                        | 5 mars 1998                                                                 |
|      | MCM Top (HD) Chaîne musicale payante                                                                         | 28 novembre 2003 (acquis en 2019)                                           |
|      | RFM TV (HD) Chaîne musicale payante                                                                          | 2 octobre 2014 (acquis en 2019)                                             |
|      | Série Club (HD) Chaîne payante diffusant des séries                                                          | 8 mars 1993 (codétenu à 50 % chacun depuis janvier 2001 avec le Groupe TF1) |

Avec le rachat du Pôle TV de Lagardère Active, le groupe M6 s'internationalise avec la chaîne MCM, déclinée au Portugal, en Russie et au Moyen-Orient, la chaîne Gulli, déclinée en Russie, en Afrique sub-saharienne, Brésil, Mozambique et au Moyen-Orient ainsi que la chaîne TiJi, déclinée en Russie.
| Logo | Chaîne                 | Date de création                   | Zone de Diffusion                                                                                              |
| ---- | ---------------------- | ---------------------------------- | --- |
|      | M6 International (SD)  | 23 octobre 2019                    | Canada / Moyen-Orient / Maghreb                                                                                |
|      | MCM Top                | (acquis en 2019)                   | Portugal / Russie / Brésil / Moyen-Orient (La chaîne serait diffusé dans plus de 30 pays d'après M6 Publicité) |
|      | MCM Pop                | (acquis en 2019)                   | Portugal / Brésil                                                                                              |
|      | Gulli Girl             | 12 septembre 2009 (acquis en 2019) | Russie |
|      | Gulli Africa           | 23 mars 2015 (acquis en 2019)      | Afrique sub-saharienne                                                                                         |
|      | Gulli Bil Arabi        | 28 août 2017 (acquis en 2019)      | Moyen-Orient / Maghreb                                                                                         |
|      | Gulli Brasil           | 9 août 2020                        | Portugal / Brésil / Mozambique                                                                                 |
|      | Tiji Russia            | 1er avril 2009 (acquis en 2019)    | Russie |
|      | Santa Claus TV Channel | 1er décembre 2013 (acquis en 2019) | Russie |

| Logo | Chaîne                                                                                            | Date de création | Date de disparition |
| ---- | ------------------------------------------------------------------------------------------------- | ---------------- | ------------------- |
|      | Fun TV (SD) Chaîne musicale                                                                       | 22 février 1997  | 31 décembre 2008    |
|      | M6 Music Rock (SD) Chaîne musicale                                                                | 10 janvier 2005  | 20 janvier 2009     |
|      | M6 Music Black (HD) chaîne musicale                                                               | 10 janvier 2005  | 4 janvier 2015      |
|      | M6 Music Club (HD) chaîne musicale                                                                | 20 janvier 2009  | 4 janvier 2015      |
|      | Girondins TV (HD) chaîne sportive                                                                 | 14 août 2008     | 30 octobre 2018     |
|      | TF6 (HD) chaîne mini-généraliste codétenue avec le Groupe TF1                                     | 18 décembre 2000 | 31 décembre 2014    |
|      | M6 Boutique (HD) Chaîne télé-achat                                                                | 19 mai 1998      | 1er juillet 2020    |
|      | Best of Shopping (HD) Chaîne télé-achat                                                           | 1er octobre 2003 | 1er juillet 2020    |
|      | La Chaîne du père Noël (HD) Chaîne jeunesse événementielle payante, diffusée à la période de Noël | 23 novembre 2019 | 7 janvier 2024      |

### Plateforme de vidéo
Le groupe M6 est propriétaire de la plateforme M6+, un service principalement de rattrapage des chaines télévisions du groupe et de vidéo à la demande. Elle possède également la plateforme de vidéo à la demande par abonnement Gulli Max depuis le rachat de la chaîne Gulli en 2019. Le groupe était également actionnaire à part égale avec France Télévision et le Groupe TF1, de la plateforme de SVOD Salto de sa création en 2020 jusqu'à sa fermeture en 2023.

### Production audiovisuelle et distribution

Logo de la société SND.

Le groupe M6 possède plusieurs filiales de production de films, programmes télévisés et vidéos pour le web. Il est également présent dans la distribution de films, la gestion de droits audiovisuels et l'édition vidéo.
Télévision
- C. Productions : production de magazines d'information
- Studio 89 Productions : production d'émissions de divertissement

Cinéma
- Les Films de la Suane : production de films
- Epithète Films : production de films[98]
- Mandarin Cinéma : production de films
- M6 Films : production de films
- M6 Studio : production de films et séries d'animation
- M6 Vidéo : édition vidéo de films
- Société nouvelle de distribution (SND) : distribution de films / gestion de droits audiovisuels
- Société nouvelle de cinématographie (SNC) : gestion de droits audiovisuels

Web
- Golden Network : production de vidéos pour le web

### Internet
M6 Web est la filiale numérique du groupe qui développe l'activité multimédia du groupe sur les nouveaux supports numériques. En plus de gérer les sites web et applications mobiles des chaînes et des émissions de télévision, elle détient d'autres sites web thématiques, des plateformes vidéo notamment présentes sur YouTube et des sociétés du numérique. Elle gère aussi les sites web et applications mobile de Fun Radio, RTL et RTL2.
En janvier 2019, M6 Web se scinde en deux sociétés : M6 Digital Services et M6 Distribution.
- M6+ (anciennement 6play) : service de télévision de rattrapage du groupe

Portails thématiques
- Panorabanques.com : comparateur de tarifs bancaires

Plateformes de vidéo
- Golden Moustache : humour
- Rose Carpet : beauté, mode, lifestyle
- Vloggist : tendances mode
- Cover Garden : reprises musicales
- Dot Move : danse

Sociétés internet
- Elephorm : formation en ligne
- Mindbaz : routage e-mail
- Quicksign : signature numérique

### Publicité
- M6 Publicité : régie publicitaire des chaînes télévisées et du contenu numérique du groupe
- M6 Créations : production de produits publicitaires (films publicitaires, habillages d'antennes, opérations spéciales…)
- M6 Talents : partenariats entre les animateurs et les marques

### Autres activités
- M6 Interactions
- M6 Media Bank : portail Be-to-Be de vente d'extraits du Groupe M6 à destination des professionnels de l'audiovisuel et des médias
- M6 Éditions : maison d'édition
- M6 Évènements : production de spectacles et de concerts
- M6 Music Label : label discographique
- Stéphane Plaza Immobilier : réseau d'agences immobilières sous franchise fondé par l'animateur Stéphane Plaza
- Girondins Horizons : agence de voyages (principalement pour les déplacements lors des matchs des Girondins de Bordeaux)

### Anciennes activités
- M6net : fournisseur d'accès à Internet (lancé en 2000 et arrêté en 2004)
- Wideo : site d'hébergement de fichiers vidéos (lancé en 2006 et arrêté depuis)
- Cyréalis : éditeur de sites web (acquis en 2008 et fermé en 2009)
- Mobinaute.com : site web d'actualité mobile (acquis en 2008 et fermé en 2010)
- Ozap : site web d'actualité médias (acquis en 2008 et revendu en 2011)
- Summit Entertainment : société de production (prise de participation en 2007 et revendue en 2012)
- Mistergooddeal : site web marchand de l'ameublement (acquis en 2005 et revendu en 2014)
- Jeuxvideo.fr : site web d'information sur les jeux vidéo (acquis en 2008 et fermé en 2015)
- Happyview : site web marchand de lunettes de vue et de lunettes de soleil (acquis en 2013 et revendu en 2016)
- Malentille.com : site web marchand de lentilles de contact (acquis en 2013 et revendu en 2016)
- M6 Mobile : opérateur de réseau mobile virtuel sous accord de licence de marque avec Orange (lancé en 2005 et arrêté en 2016)
- Clubic.com : actualité high-tech et numérique ; finalement revendu pour redevenir indépendant en mars 2018[100]
- Monalbumphoto.fr : société spécialisée dans l'impression et le façonnage d'album photo imprimé et relié sous forme de livre photo, calendrier, poster, carte de vœux, toile, tableau photo, coques… (acquis en 2010 et revendu en 2018)
- Printic.fr : impression de produits photographiques sur mobile (vendu avec Monalbumphoto.fr et fermé en 2019)
- Achetezfacile.com : comparateur de prix sur internet (arrêté en 2018)
- TCM Droits Audiovisuels : gestion de droits audiovisuels (lancé en 1996 et fermé en 2018)
- Football Club des Girondins de Bordeaux : club de football (acquis en 1999 et revendu en 2018)
- MinuteFacile.com : astuces vidéo (vendu en 2020)[101]
- iGraal : cash back  (acquis en 2016 et revendu en 2020)
- Radins.com : plateforme de promotion commerciale (acquis en 2015 et cédé avec iGraal)
- Home Shopping Service : filiale de télé-achat gérant la marque M6 Boutique (vendu en 2020)
- Odiso : hébergeur web (cédé durant le premier trimestre 2021 à Cyllene)[102]
- Best of TV : distribution des produits du téléachat (vendu en 2022)[103]
- M6 Digital Services : sites web thématiques[N 1] (vendu en 2023)

## Audiences du groupe
En 2016, la part d'audience moyenne des trois chaînes gratuites du groupe M6 est de 14,1 %, classant le groupe troisième de France derrière France Télévisions à 28,6 % et le groupe TF1 à 27,4 %, avec cinq chaînes gratuites chacun.
La part d'audience moyenne des chaînes gratuites du groupe M6 a augmenté de 1,4 point entre 2000 et 2016. Dans le détail, M6 a perdu 2,5 points sur cette même période, W9 a gagné 1,6 points entre 2007 et 2016 et 6ter a gagné 0,9 points entre 2013 et 2016. Cette hausse générale d'audience du groupe peut s'expliquer par les bons résultats des deux nouvelles chaînes lancées sur la TNT en 2005 et 2012.
| Année | M6   | W9         | 6ter       | Gulli      | Total groupe |
| ----- | ---- | ---------- | ---------- | ---------- | ------------ |
| 2000  | 12,7 | Non mesuré | Non mesuré | Non mesuré | 12,7         |
| 2001  | 13,5 | Non mesuré | Non mesuré | Non mesuré | 13,5         |
| 2002  | 13,2 | Non mesuré | Non mesuré | Non mesuré | 13,2         |
| 2003  | 12,6 | Non mesuré | Non mesuré | Non mesuré | 12,6         |
| 2004  | 12,5 | Non mesuré | Non mesuré | Non mesuré | 12,5         |
| 2005  | 12,6 | Non mesuré | Non mesuré | Non mesuré | 12,6         |
| 2006  | 12,5 | Non mesuré | Non mesuré | Non mesuré | 12,5         |
| 2007  | 11,5 | 0,9        | Non mesuré | Non mesuré | 12,4         |
| 2008  | 11,0 | 1,8        | Non mesuré | Non mesuré | 12,8         |
| 2009  | 10,8 | 2,5        | Non mesuré | Non mesuré | 13,3         |
| 2010  | 10,4 | 3,0        | Non mesuré | Non mesuré | 13,4         |
| 2011  | 10,8 | 3,4        | Non mesuré | Non mesuré | 14,2         |
| 2012  | 11,2 | 3,2        | Non mesuré | Non mesuré | 14,4         |
| 2013  | 10,6 | 2,9        | 0,5        | Non mesuré | 14,0         |
| 2014  | 10,1 | 2,6        | 0,7        | Non mesuré | 13,4         |
| 2015  | 9,9  | 2,6        | 1,1        | Non mesuré | 13,6         |
| 2016  | 10,2 | 2,5        | 1,4        | Non mesuré | 14,1         |
| 2017  | 9,5  | 2,6        | 1,7        | Non mesuré | 13,8         |
| 2018  | 9,1  | 2,6        | 1,6        | Non mesuré | 13,3         |
| 2019  | 8,9  | 2,5        | 1,7        | 1,4        | 14,5         |
| 2020  | 9,0  | 2,6        | 1,7        | 1,3        | 14,6         |
| 2021  | 9,1  | 2,5        | 1,5        | 1,2        | 14,3         |
| 2022  | 8,4  | 2,3        | 1,6        | 1,2        | 13,5         |
| 2023  | 8,1  | 2,3        | 1,6        | 1,0        | 13           |